# مدیا کاشیگر
مدیا کاشیگر (زادروز ۱۱ اردیبهشت ۱۳۳۵، یزد_ درگذشت ۷ مرداد ۱۳۹۶، تهران) مترجم، نویسنده و شاعر ایرانی بود.

## زندگی و تحصیلات
مدیا کاشیگر در سال ۱۳۳۵ در یزد به دنیا آمد. پدر وی، لطیف کاشیگر از مهاجرین آسوری‌تبار (آشوری) بوده که به همراه خانواده خود به شهر کاشان مهاجرت کرده بودند و نام خانوادگی کاشیگر را نیز از همین جهت برگزیده بودند. او تحصیلاتش را تا دیپلم در فرانسه گذراند، اما تحصیل در دانشگاه را در رشته‌های معماری و اقتصاد در ایران نیمه‌تمام گذاشت. از او ۲۰ عنوان کتاب در زمینه‌های شعر، داستان و ترجمه منتشر شده‌است. وی دبیر سه دوره جایزه ادبی یلدا و بنیانگذار جایزه ادبی روزی روزگاری بود. علاوه بر این کاشیگر از اعضای بنیان‌گذار بنیاد جایزهٔ محمود استادمحمد و عضو هیئت امنای این جایزه بود.

## سمت‌ها و عضویت‌ها
مدیا کاشیگر از اعضای هیئت مدیرهٔ بنیاد محمود استادمحمد برای اعطای جایزه ادبیات نمایشی بود. او دبیری جایزه ادبی روزی روزگاری را برعهده داشت. اولین دورهٔ آن در اردیبهشت ماه سال ۱۳۸۶ برگزار شد و تا سال ۸۹ تداوم داشت. این جایزه از سال ۹۰ برگزار نمی‌شود.
وی از مترجمان رسمی مورد تأیید سفارت فرانسه در تهران بود.

## آثار

### ترجمه
برخی از شاخص‌ترین آثار ترجمه مدیا کاشیگر آثاری از ولادیمیر مایاکوفسکی، فرناندو آرابال، اوژن یونسکو و … است. هم‌چنین به ترجمه‌هایی از زبان فرانسه به فارسی از آثار آلبر کامو، آنتوان دو سنت اگزوپری، و پل ریکور می‌توان اشاره کرد. او سومین مترجم نمایشنامهٔ کرگدن‌های اوژن یونسکو می‌باشد. (پس از جلال آل احمد و پری صابری و پیش از احمد کامیابی مسک و سحر داوری) شناخته‌شده‌ترین ترجمهٔ کاشیگر شاید ابر شلوارپوش اثر مایاکوفسکی باشد. رمان‌های تکنیک کودتا نوشتهٔ کورتزیو مالاپارته، خرده آسمان، انگار هیچ نوشته کلود استپان از دیگر آثار اوست. در کنار ترجمهٔ این آثار، او برای سالیان متمادی در شماره‌های مختلف فصلنامهٔ ارغنون و زیباشناخت به ترجمهْ مقالاتی از تزوتان تودوروف همت گماشت و متن‌های مهمی در باب اهمیت زبان و «نظریهٔ ترجمه و زبان‌شناسی» منتشر کرد.
مدیا کاشیگر همچنین در حوزهٔ ترجمه‌شناسی (نظریه‌پردازی ترجمه) صاحب‌نظر بود، و سخنرانی‌ها، گفتگوها و مقالات متعددی در این زمینه از او برجا مانده‌است. تعدادی از بهترین مقالات و سخنرانی‌های کاشیگر در کتابی با عنوان «مرگ موریانه» از سوی انتشارات میلکان در سال ۱۳۹۴ به چاپ رسیده‌است که تمام مطالب آن، متعلق به سال ۱۳۸۰ به بعد هستند.

### فهرست ترجمه‌ها
- پراپ، ولادیمیر (۱۳۶۸)، ریخت‌شناسی قصه، کاشیگر، چاپ اول، تهران، نشر روز[۱۲][۱۳]
- بیگانه، آلبر کامو، ترجمهٔ مدیا کاشیگر. تهران: نشر گام نو، ۱۳۹۵[۱۴]

### داستان
- رمان وقتی مینا از خواب بیدار شد از طرف نشر قصه منتشر شد. این داستان نوجوانان موفق به دریافت جایزهٔ شورای کتاب کودک نیز شده‌است.
- مجموعه داستان‌های کوتاه با عنوان «خاطره‌ای فراموش شده از فردا»، نشر نیماژ، ۱۳۹۵[۳]
- «آخرالزمان»، «مرگ موریانه» و «اتاق تاریک» نیز از جمله کتاب‌های منتشر شده به قلم مدیا کاشیگر است.[۹]

### شعر
وی در زمینهٔ سرودن شعر نیز فعال بود. شعر زیر از مجموعهٔ «سونات برفی در رِ مینور» اوست:
گفتی
زن زاده شدن گناه است در این سرزمین
گناه بودنت را دوست داشتم
گفتی
معشوق من
آن صدای خش کشیده شدن پاهاست.
روی دلم
از سر بی‌غرضی
معشوق بودنم را دوست داشتم

### مقالات
از مدیا کاشیگر که در جهت تقویت ارتباط فرهنگی میان ایران و فرانسه تلاش بسیار کرده بود، مقالات، نظریه‌پردازی‌ها و سخنرانی‌های زیادی به جا مانده‌است. برخی از مقالات و سخنرانی‌های کاشیگر سال ۱۳۹۴ در مجموعه‌ای با عنوان «مرگ موریانه» جمع‌آوری شده‌است.

## بازنشر آثار
آثار مدیا کاشیگر توسط این سازمان‌ها و مراکز در ایران بازنشر شده‌است:
- بازنشر اثر مدیا کاشیگر در سایت مؤسسه فرهنگی و اطلاع‌رسانی تبیان[۱۶]
- بازنشر اثر مدیا کاشیگر در سایت مرکز دائرةالمعارف بزرگ اسلامی[۱۷]

## دیدگاه‌ها
- بهترین نقد یک ترجمه هم ترجمه مجدد آن است و نه چیز دیگر. بحث من این است کسی که دست به ترجمه می‌زند دربارهٔ آن اندیشه باید حرفی برای گفتن داشته باشد.[۱۷]
- مترجم کتاب را برای کسانی ترجمه می‌کند که زبان مبدأ را نمی‌دانند. اگر کسی بلد باشد متنی را به زبان اصلی بخواند نیازی به ترجمه‌اش ندارد. پس شما وقتی ترجمه می‌کنید فرض اول‌تان این است که این اثر را برای کسی ترجمه می‌کنید که زبان نمی‌داند و خودش نمی‌تواند این دنیا و این اندیشه را کشف کند.[۱۷]
- قرار نیست داستان علمی – تخیلی علم را ترویج کند و یک داستان صرفاً علمی هم نیست؛ بلکه داستان است. قرار بر این نیست که در ژانر علمی – تخیلی توسط ایرانی‌ها شاهکار پدید بیاید بلکه بحث این است که تولید ادامه یابد. قطعاً اگر ادبیات بر مبنای شاهکارها پیش برود، این ادبیات می‌میرد چون وابسته به اثر شاهکار است.[۱۸]
- خوانندگان در مواجهه با کتاب و خواندن ادبیات داستانی و رمان می‌دانند که قصه جعلی می‌خوانند، اما این قصه دروغی می‌تواند پایه‌ریز علاقه آنان به واقعیت باشد.[۱۹]

## بیماری و درگذشت
مدیا کاشیگر از بیماری تنفسی مشکوک به سرطان رنج می‌برد و در اوایل سال ۱۳۹۶، در بخش مراقبت‌های ویژه بیمارستان فیروزگر بستری شد. مجدداً در هفتهٔ اول مرداد ۱۳۹۶ به‌دلیل مشکلات تنفسی در بیمارستان امام خمینی تهران بستری شد تا اینکه در ساعت ۱۲:۳۰ روز شنبه ۷ مرداد در بخش ICU همین بیمارستان درگذشت.

## تخریب سنگ قبر
در دی ماه ۱۳۹۶ سنگ بالاسری قبر مدیا کاشیگر که چهرهٔ او بر آن نقش بسته بود، توسط فرد یا افرادی ناشناس شکسته شد. روزنامهٔ ایران دراین‌باره نوشت: «سنگ قبر مدیا کاشیگر را شکستند.» پیشتر هم این گزاره در تخریب سنگ قبر احمد شاملو، فریدون فروغی و محمدعلی سپانلو به کار رفته بود، بدون این‌که معلوم شود فاعل فعل «شکستند» چه کس یا کسانی هستند؟